# 西成村
西成村（にしなりむら）は、愛知県丹羽郡にかつてあった村である。
現在の一宮市東部に該当する。西成とは、「丹羽郡の西部に成る村」という意味であるという。

## 歴史
- 江戸時代末期、この地域の大部分は尾張藩領であった。
- 1878年（明治11年）12月28日 - 下奈良村と下奈良酉新田が合併し、春明村となる。
- 1889年（明治22年）10月1日 -
  - 浅野村、南小淵村、北小淵村が合併し、浅淵村となる。
  - 小赤見村、大赤見村、柚木颪村、丹羽村が合併し、赤羽村となる。
  - 定水寺村、春明村、西大海道村が合併し、穂波村となる。
- 1906年（明治39年）7月1日 - 浅淵村、赤羽村、穂波村、時之島村、瀬部村が合併し、西成村を新設[1][2]。
- 1907年（明治40年）- 丹羽郡丹陽村大字馬見塚（旧多加森村）を編入[1][2]。
- 1940年（昭和15年）9月20日 - 一宮市に編入され消滅[1][2]。西成(村)の名前は中学校名などにしか残っていないが、1906年まで存在した歴史ある村名の中には「大字」として残ったものもある。

## 教育
- 西成第一尋常小学校　（現・一宮市立瀬部小学校）
- 西成第二尋常小学校　（現・一宮市立西成小学校）

## 交通機関
- 名古屋鉄道一宮線
  - 浅野駅

## 名所など
- 浅野長政旧邸跡（現浅野公園）
- 時之島城址
- 下奈良城址
- 大赤見城址
- 爾波神社
- 宅美神社
- 赤見国玉神社